# 東正和
東 正和（ひがし まさかず、1950年（昭和25年）9月2日 - ）は、日本の財務官僚。血液型はA型。

## 経歴
1950年（昭和25年）9月2日生まれ。1969年（昭和44年）修道高等学校を卒業。1973年（昭和48年）京都大学法学部を卒業し、大蔵省入省（主計局総務課）。1974年（昭和49年）4月 主計局主計企画官付。同年9月 主計局付。1975年（昭和50年）10月 大臣官房調査企画課。1976年（昭和51年）7月 主税局調査課外国調査第一係長。1978年（昭和53年）7月 灘税務署長。1979年（昭和54年）7月 銀行局調査課長補佐。1981年（昭和56年）7月 銀行局付（外務研修）。1982年（昭和57年）5月 外務省ニューヨーク総領事館領事。1985年（昭和60年）6月 主計局主計官補佐 (科学技術・文化)。1987年（昭和62年）7月 銀行局銀行課長補佐。1988年（昭和63年）6月 大臣官房企画官兼銀行局総務課。1989年（平成元年）6月 大阪国税局査察部長に就任し、1990年（平成2年）7月 大阪国税局直税部長、1991年（平成3年）6月 大臣官房参事官（銀行局担当）、1992年（平成4年）7月 証券局証券市場課公社債市場室長、1993年（平成5年）6月 総務庁人事局参事官、1995年（平成7年）6月 大臣官房金融検査部審査課長、1997年（平成9年）7月 大臣官房金融検査部管理課長、1998年（平成10年）7月 大臣官房会計課長、1999年（平成11年）7月 関東信越国税局長。2001年（平成13年）7月 国税庁調査査察部長を経て、2003年（平成15年）東京国税局長に就任。2004年（平成16年）同省を退職し、独立行政法人中小企業基盤整備機構理事。その後、さわやか信用金庫専務理事（代表理事）を務め、2016年に同職を退任。

## 大蔵省同期
金田勝年（法務大臣、外務副大臣）、新井将敬（衆議院議員）、佐藤隆文（金融庁長官）、牧野治郎（国税庁長官、財務総合政策研究所長）、加藤秀樹（内閣府行政刷新会議事務局長）、森信茂樹（財務総合政策研究所長、東京税関長）、塚原治（中小企業金融公庫理事、アジア開発銀行理事）、花角和男（税務大学校長）、柏木茂雄（財務総合政策研究所次長）、井戸清人（日本銀行理事）など。